# Lucian Romașcanu
Lucian Romașcanu (n. 19 mai 1967, Focșani, Vrancea, România) este un om politic român, ales senator în 2016 în județul Buzău pe listele Partidului Social Democrat (PSD). În 2017 a îndeplinit funcția de ministru al culturii în guvernul Mihai Tudose.
Din ianuarie 2017 este Președintele Comisiei pentru cultură și media din Senatul României.
Din 25 noiembrie 2021 și pană în 15 iunie 2023 a redevenit ministrul Culturii în guvernul Nicolae Ciucă.